# Концертхаус (Берлин)
Концертхаус (нем. Konzerthaus Berlin), ранее Шаушпильхаус (нем. Schauspielhaus Berlin) был возведён в 1818—1821 гг. по проекту Карла Фридриха Шинкеля как Королевский драматический театр (Königliches Schauspielhaus). Здание позднего классицизма находится в центре Берлина на площади Жандарменмаркт. Перед зданием установлен памятник Шиллеру.
Здание было построено на месте существовавшего с 1 января 1802 года по 1817 год Национального театра, построенного Карлом Готтгардом Ланггансом. В 1817 году это здание было уничтожено пожаром.
Построенное вновь здание было открыто 18 июня 1821 года премьерой оперы Карла Вебера «Волшебный стрелок». Здание считается одним из самых известных зданий, спроектированных Шинкелем. Здание внутри и снаружи украшено многочисленными скульптурными изображениями композиторов, выполненных Кристианом Фридрихом Тиком и Бальтазаром Якобом Ратгебером. Снаружи здание богато украшено скульптурами: на фронтоне находятся бронзовые фигуры Танталов, Эротов, Психей. На южном фасаде в тимпане — фигурные барельефы Орфея и Эвридики. На северном фасаде фигуры Диониса и Ариадны.
Во время Второй мировой войны здание пострадало: обгорели наружные стены. С 1979 по 1984 год в рамках подготовки к 750-й годовщине основания Берлина здание находилось на реконструкции.
В 1984 году Концертхаус был официально объявлен домашней площадкой Берлинского симфонического оркестра, который в 2006 году изменил название на Оркестр Концертхауса.